# Тимоновская волость (Старобельский уезд)
Тимоновская во́лость — историческая административно-территориальная единица Старобельского уезда Харьковской губернии с центром в слободе Тимоново.
По состоянию на 1885 год состояла из 13 поселений, 13 сельских общин. Население — 6570 человек (3384 мужского пола и 3186 — женского), 918 дворовых хозяйств.
|                        | Площадь, десятин | В том числе пахотной, дес. |
| ---------------------- | ---------------- | -------------------------- |
| Сельских общин         | 11713            | 10945                      |
| Частной собственности  | 11756            | 11719                      |
| Казенной собственности | 1168             | 1168                       |
| Другой собственности   | 83               | 73                         |
| В целом                | 24720            | 23905                      |

Основные поселения волости по состоянию на 1885 год:
- Тимоново — бывшая государственная слобода при реке Красная в 60 верстах от уездного города, 1112 человек, 349 дворовых хозяйств, православная церковь, школа, 2 лавки, 2 ярмарки в год.
- Коченово — бывшая государственная слобода, 433 человека, 50 дворовых хозяйства, православная церковь, лавка.
- Шахов — бывший государственный хутор, 595 человек, 74 дворовых хозяйства.
- Ямный — бывший государственный хутор, 915 человек, 120 дворовых хозяйств.

Крупнейшие поселения волости по состоянию на 1914 год:
- слобода Тимоново — 3244 жителя;
- хутор Ямный — 1162 жителя.

Старшиной волости был Савва Михайлович Уткин, волостным писарем — Гавриил Бердин, председателем волостного суда — Антон Ефимович Жерлицин.